# Caoimhín Kelleher
Caoimhín Odhrán Kelleher (Cork, 1998. november 23. –) ír válogatott labdarúgókapus, a Brentford játékosa.

## Pályafutása

### Klubcsapatban

#### Liverpool
Kelleher a Ringmahon Rangers akadémiájáról 2015 nyarán érkezett Liverpoolba. A 2018-19-es előszezonban sokszor pályára léphetett, és tagja volt annak a keretnek, amely Amerikába utazott edzőtáborozni. Jó teljesítményének köszönhetően 2018 augusztusában új szerződést írt alá a klubbal. A 2019-es Bajnokok Ligája-döntőben a kispadon kapott helyet, a győzelemmel ő lett a 12. ír játékos, aki megnyerte a BL-t. A 2019-es UEFA Szuperkupa-döntőben csuklósérülése miatt szintén nem lépett pályára. Első tétmérkőzését 2019. szeptember 25-én játszotta, a Ligakupa harmadik fordulójában az MK Dons csapata ellen állt a kapuba.

#### Brentford
2025 júniusában bejelentették, hogy Kelleher távozik a Liverpoolból a Brentfordba, a Leverkusenbe igazolt Mark Flekken helyére.

### Ír válogatott
Kelleher a 2015-ös U17-es Európa-bajnokságra meghívást kapott. 2014 óta szerepelt az U17-es nemzeti csapatban, első meccsét Málta ellen játszotta. Az U17 mellett az U19 és az U21 válogatottjaiba is bekerült. 2018 novemberében a felnőttek Észak-Írország elleni barátságos meccsét a kispadról figyelte, ahogy a dánok elleni UEFA Nemzetek Ligája-mérkőzést is. 2019 márciusában újra behívták, azonban ezt leszámítva az U21-es csapatban lép pályára.

## Magánélete
Kelleher a Macclesfield Town csapatkapitányának, Fiacre Kellehernek az öccse. Mind a három bátyja a hurling nevű sportot űzi.

## Statisztika
| Klub      | Szezon   | Bajnokság      | Bajnokság | Bajnokság | FA-kupa | FA-kupa | Ligakupa | Ligakupa | Bajnokok Ligája | Bajnokok Ligája | Összesen | Összesen |
| Klub      | Szezon   | Bajnokság neve | Meccs     | Gól       | Meccs   | Gól     | Meccs    | Gól      | Meccs           | Gól             | Meccs    | Gól      |
| --------- | -------- | -------------- | --------- | --------- | ------- | ------- | -------- | -------- | --------------- | --------------- | -------- | -------- |
| Liverpool | 2018–19  | Premier League | 0         | 0         | 0       | 0       | 0        | 0        | 0               | 0               | 0        | 0        |
| Liverpool | 2019–20  | Premier League | 0         | 0         | 1       | 0       | 3        | 0        | 0               | 0               | 4        | 0        |
| Összesen  | Összesen | Összesen       | 0         | 0         | 1       | 0       | 3        | 0        | 0               | 0               | 4        | 0        |

## Sikerei, díjai

### Klubcsapatban

#### Liverpool
- Angol bajnok: 2024–25
- Angol kupa: 2021–22
- Angol ligakupa: 2021–22, 2023–24
- UEFA Bajnokok Ligája: 2018-19[13]
- UEFA-szuperkupa: 2019[14]